# تشارلي كرافين
تشارلي كرافين (بالإنجليزية: Charlie Craven)‏ (2 ديسمبر 1909 في المملكة المتحدة - 30 مارس 1972 في المملكة المتحدة) هو لاعب كرة قدم بريطاني (وحمل سابقاً جنسية المملكة المتحدة لبريطانيا العظمى وأيرلندا) في مركز مهاجم داخلي. لعب مع برمنغهام سيتي وغريمسبي تاون ومانشستر يونايتد وSutton Coldfield Town F.C. ‏ ونادي تاموورث.

## وصلات خارجية
- تشارلي كرافين على موقع عالم كرة القدم.نت (الإنجليزية)